# Sejlbræt RS:X
Sejlbræt RS:X er udviklet af firmaet NeilPryde Windsurfing efter en konkurrence forud for OL 2008 i Beijing. Formålet med konkurrencen var at tilsikre et ensartet sejlbræt til brug ved de olympiske lege. Sejlbræt RS:X har været i produktion siden 2005. Designet har tilladt en avanceret konstruktion af mast og boom produceret i karbon. Selve brætdesignet er relativt bredt, hvilket muliggør konkurrencer i blæst fra 3 til 30 knob. Sejlbræt RS:X kan anvende to størrelser sejl. Der er et 9,5 m2 sejl, der anvendes af herrer i konkurrence og et 8,5 m2 sejl, der anvendes af damer i konkurrence. Rig er identisk for de to størrelser sejl.